# Kocel

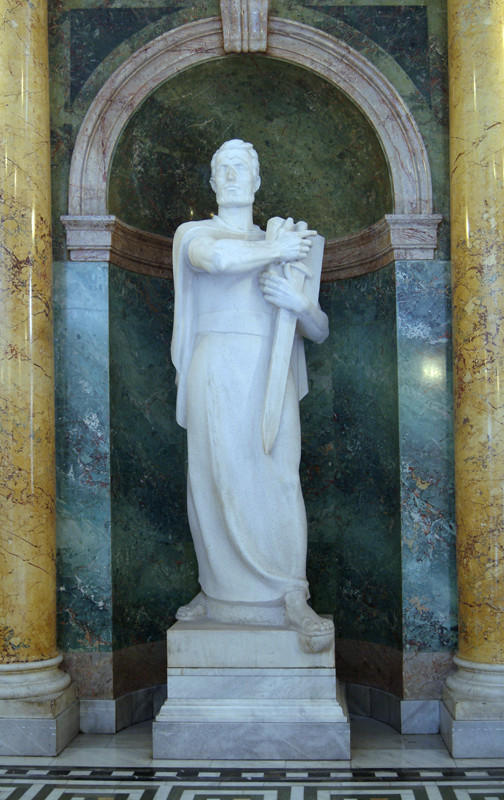
Kocel-Statue im serbischen Parlament

Kocel (lateinisch: Kozel, Kotsel, Gozil, Chozilo, Chezilo, Hezilo, Chezul; slowakisch: Koceľ, slowenisch: Kocelj; † 876) war ein slawischer Fürst (Knes oder Knjaz) und von 861 bis 876 der zweite Herrscher des Plattensee-Fürstentums (im heutigen Ungarn).

## Leben
Sein Geburtsjahr ist unbekannt. 
Er war Sohn des Fürsten des Plattensee-Fürstentums Pribina und seiner (wohl) bayerischen Ehefrau. 
Spätestens ab 850 verwaltete er ein eigenes Gebiet (vielleicht die Plattensee-Grafschaft?). 
853 schenkte er ein Gut (curia) bei dem heute nicht mehr zu identifizierenden Rosdorf an der Raab an das Regensburger Kloster Sankt Emmeram.
Der Ort Chezilsaden, das heutige Kitzladen im österreichischen Burgenland könnte auf seinen Namen Chezilo zurückgehen.
861 wurde er nach dem gewaltsamen Tod seines Vaters durch Mährer als dessen Nachfolger Fürst des Plattensee-Fürstentums.
Zunächst war er und sein Fürstentum mehr oder weniger ein Vasall des Ostfrankenreichs, später war er Verbündeter Großmährens, gelangte aber in den 870ern wieder unter ostfränkischen Einfluss.
Er setzte die Christianisierungspolitik seines Vaters Pribina fort. Adalwin, der Erzbischof von Salzburg, weihte 865 im Plattensee-Fürstentum mehrere neue Kirchen ein.
Bekannt ist er vor allem geworden durch die Beherbergung der Brüder Kyrill von Saloniki und Method von Saloniki im Sommer 867 während ihrer Durchreise nach Rom. Die beiden Slawenmissionare sollen damals in Kocels Hauptstadt Moosburg (heute Zalavár) bis zu 50 Schüler ausgebildet haben und bei Kocel einen bleibenden Eindruck hinterlassen haben. Er unterstützte und verbreitete daraufhin die (altkirchen)slawische Liturgie.
Im Winter 869/870 erreichte Kocel beim Papst die Ernennung Methods zum Erzbischof von Pannonien und Großmähren mit Sitz in Sirmium. Nachdem Method zum Erzbischof ernannt worden war, wurde Kocels Plattensee-Fürstentum in Pannonien also zusammen mit Großmähren Bestandteil des neuen Erzbistums.
876 nahm er als Gefolgsmann von König Karlmann am gescheiterten ostfränkischen bayerischen Feldzug gegen die dalmatinischen Kroaten teil und fiel dabei.
Das Plattensee-Fürstentum fiel nach Kocels Tod dem späteren ostfränkischen König Arnulf von Kärnten zu.